# نيكي هافينار
نيكي هافينار (باليابانية: ハーフナー・ニッキ) (مواليد 25 فبراير 1995)، هو لاعب كرة قدم ياباني سابق كان يلعب كمدافع.

## وصلات خارجية
- نيكي هافينار على موقع رابطة كرة القدم اليابانية للمحترفين (اليابانية)
- نيكي هافينار على موقع قاعدة بيانات كرة القدم.إي يو (الإنجليزية)
- نيكي هافينار على موقع Soccerway.com (الإنجليزية)
- نيكي هافينار على موقع عالم كرة القدم.نت (الإنجليزية)
- نيكي هافينار على موقع كووورة